# 라이헨바흐 임 칸더탈
라이헨바흐 임 칸더탈(독일어: Reichenbach im Kandertal)은 스위스 베른주의 프루티겐-니더지멘탈구에 있는 마을이자 시정촌이다. 1957년까지 그것은 라이헨바흐 바이 프루티겐으로 알려졌다. 라이헨바흐 마을 외에도 시정촌에는 아리스, 팔췌, 그리스알프, 키엔, 키엔탈, 람스라우에넨, 로이들렌, 샤르나흐탈, 슈빈디 및 벵이를 포함한 여러 다른 정착촌이 있다. 또한 뮐레넨 마을은 라이헨바흐와 에쉬 바이 슈피츠 지자체 사이에서 공유된다.
이 지역은 1916년 키엔탈(당시 키엔탈로 알려짐)에서 키엔탈 회의가 열렸을 때 세계사에서 주목할 만한 역할을 했다.

## 역사
라이헨바흐 임 칸데르탈은 1320년경에 Richenbach로 처음 언급 되었다. 중세 시대에 마을은 발레주로 통하는 무역로의 전략적 위치를 차지했다. 레취 뮐레넨 성벽이 있는 뮐레넨성과 아리스 옵 키엔성이라는 두 개의 성은 중세 시대에 도로를 보호하기 위해 건설되었다. 세 번째 성인 팔츠첸 성(Faltschen Castle)도 중세일 수 있지만, 이것은 확실하게 알려져 있지 않다. 마을은 뮐레넨 영지권의 일부였다. 1352년 베른은 영지권과 함께 마을을 인수했다.
원래 라이헨바흐는 아이쉬 바이 슈피츠 교구의 일부였다. 15세기 동안 성 니콜라스 예배당이 마을에 세워졌다. 예배당은 1453년에 처음 언급되어 1484년에 재건되었다. 18세기와 19세기에 개조되고 확장되었다. 베른이 종교 개혁을 받아들인 후, 라이헨바흐는 1529년에 새로운 신앙으로 개종하여 자체 교구를 만들었다. 1929년 키엔탈 마을에 효도 교회가 세워졌고, 벵이와 슈반디는 여전히 프루티겐 교구의 일부이다.
전통적으로 마을은 농사를 짓고 계절에 따라 고산 방목 생활을 하며, 산길을 건너는 교역을 통해 살았다. 16세기부터 지역 농부들은 수출용 소를 기르기 시작했다. 1865년에는 성냥개비 공장이 이 지역에 문을 열었다.
포스트 객차는 1814년에 라이헨바흐와 툰 사이에서 운영되기 시작했다. 1901년에는 시정촌과 슈피츠를 연결하는 철도가 완성되었다. 그 뒤를 1910년에 니젠 기차가, 1913년에 베른-뢰취베르크-심플론 철도가 이어졌다. 새로운 교통수단은 라이헨바흐를 관광지로 빠르게 변화시켰다. 인구가 증가하고, 많은 별장들이 자자체에 지어졌다. 계곡에 군용 공항이 건설되었지만 1994년에 완전히 민간인 공항으로 전환되었다. 중등학교는 1959-60년에 지어졌다.
키엔탈 회의는 1916년 4월 24일과 30일 사이에 키엔탈에서 개최되었다. 이 회의는 블라디미르 레닌이 제1차 세계 대전에 반대하는 국제 운동 발전의 '첫걸음'으로 묘사한 전년도 짐머발트 회의의 후속 조치였다. 키엔탈 회의가 작성한 선언문은 짐머발트 선언문에 대한 진보였으며, 이후 공산주의 제3인터내셔널이 결성된 국제주의적 요소를 구체화하는 데 도움이 되었다.
2009년 12월 31일에 시정촌의 이전 구역인 프루티겐구가 해산되었다. 다음 날 2010년 1월 1일에 새로 생성된 프루티겐-니더지멘탈구에 합류했다.

## 지리

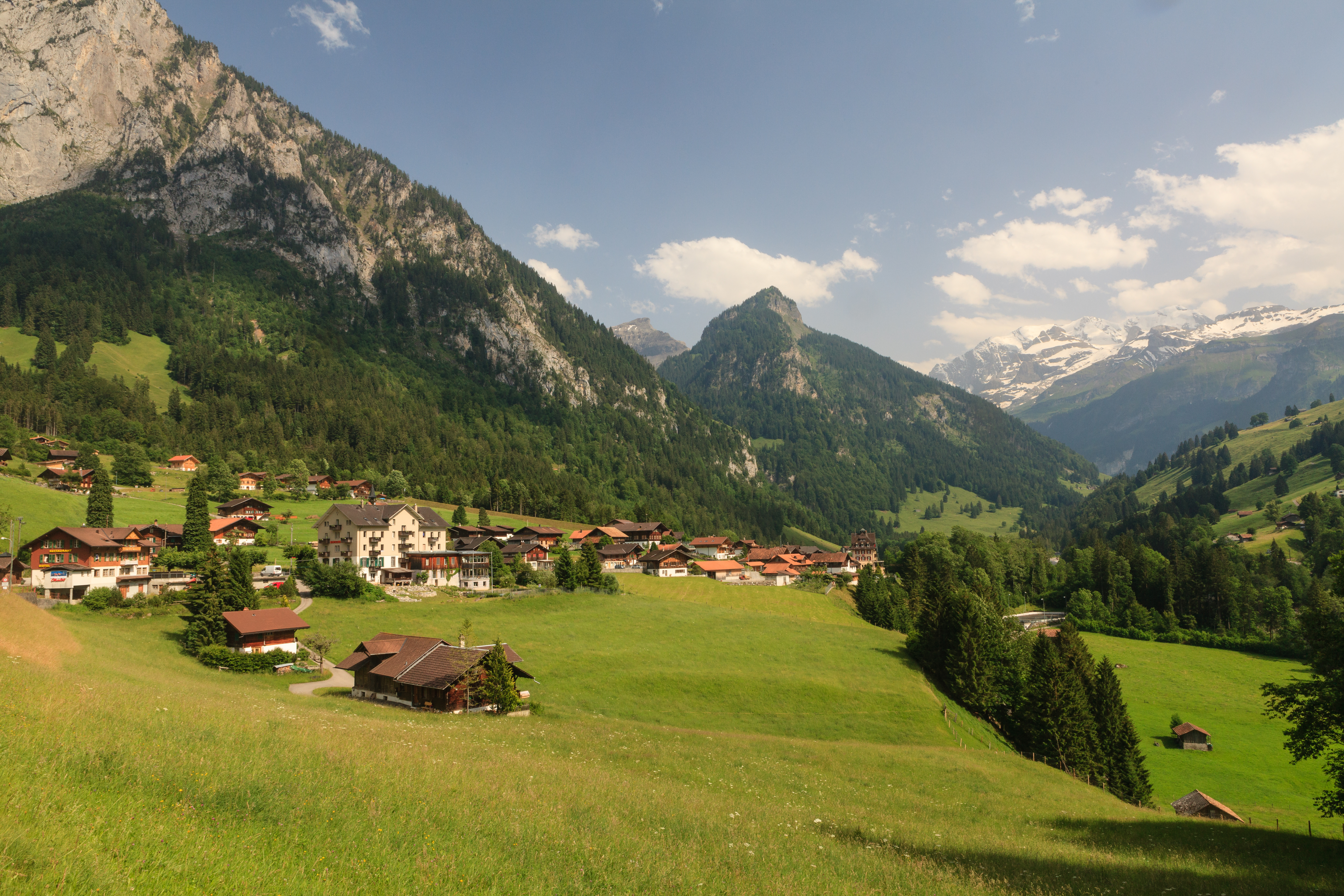
키엔탈 마을과 키에네강의 계곡

라이헨바흐 임 칸데르탈 마을은 칸데르 계곡에 자리 잡고 있으며, 시정촌에는 이 계곡의 4.5km 길이 부분과 양쪽 경사면이 있다. 그러나 그것은 또한 칸데르와 합류하는 곳에서 쉴트호른과 블뤼엠리스알프 대산괴 아래 수원까지 키에네강의 계곡 위로 약 16.5km 연장된다. 쉬네 계곡의 상부에서 거친 트랙은 제피넨푸르게 고개를 가로지르고 회튀를리는 각각 라우터브루넨과 칸데르슈테크를 향해 지나가며, 자르간스와 몽트뢰 사이의 스위스를 가로지르는 장거리 하이킹 코스인 알파인 패스 루트의 일부를 형성한다.
아리스, 팔췌, 뮐레넨, 라이헨바흐, 로이들렌, 슈반디 및 벵이의 정착지는 모두 칸데르 계곡의 경사면에 있으며, 그리스알프, 키엔, 키엔탈, 람스라우에넨 및 샤르나흐탈은 쉬네 계곡에 있다. 에르미크호른, 뷔틀라세, 드뤠텐호른, 드라이슈피츠,  드루넨갈름, 뒨덴호른, 프롬베르크호른, 그슈팔텐호른, 훈츠호른, 모르겐호른, 니젠, 슈발메레, 베터라테 및 빌디 프라우의 봉우리는 모두 시 경계 내에 있거나 위에 있다.
시정촌의 면적은 125.77k㎡이다. 이 면적 중 49.41k㎡ (39.3%)가 농업 목적으로 사용되는 반면 30.83k㎡ (24.5%)는 삼림으로 사용된다. 나머지 토지 중 2.84k㎡ (2.3%)가 정착(건물 또는 도로), 1.42k㎡ (1.1%)가 강 또는 호수이며, 41.25k㎡ (32.8%)는 불모지이다.
조성면적 중 주택과 건물이 1.0%, 교통기반시설이 1.0%를 차지하였다. 산림면적은 전체 토지의 20.8%가 삼림이 우거져 있고 2.7%는 과수원이나 작은 나무 군락으로 덮여 있다. 농경지 중 9.6%가 목초지이고 29.4%가 고산 목초지로 사용된다. 시정촌의 모든 물은 흐르는 물이다. 비생산적인 지역 중 8.9%는 비생산적인 초목, 21.7%는 초목이 자라기에는 너무 바위가 많은 지역, 2.3%의 땅은 빙하로 덮여 있다.

## 인구통계
라이헨바흐 임 칸데르탈의 인구(2020년 12월 기준)는 3,638명이다. 2010년 기준으로 인구의 3.9%가 거주하는 외국인이다. 2000년에서 2010년 사이에 인구는 6.3%의 비율로 증가했다. 이민은 2.7%, 출생 및 사망은 1.4%를 차지했다.
2000년 기준, 인구 대부분인 3,230명(97.1%)이 독일어를 모국어로 사용하며, 알바니아어가 26명(0.8%)으로 두 번째로 많이 사용되고, 프랑스어가 17명(0.5%)으로 세 번째로 사용된다. 이탈리아어를 할 줄 아는 6명과 로만슈어를 할 줄 아는 사람이 1명 있었다.
2008년 기준으로 인구는 남성 49.1%, 여성 50.9%이다. 인구는 1,621명의 스위스 남성(인구의 47.2%)과 65명의 비스위스계 남성(1.9%)으로 구성되었다. 스위스 여성은 1,677명(48.8%), 비스위스계 여성은 70명(2.0%)이었다. 시정촌 인구 중 1,690명(약 50.8%)이 라이헨바흐 임 칸데르탈에서 태어나 2000년에 그곳에서 살았다. 같은 주에서 태어난 1,089명(32.8%)이 있었고, 다른 곳에서 태어난 257명(7.7%)이 있었다. 스위스에서, 그리고 140명(4.2%)가 스위스 밖에서 태어났다.
2010년 기준으로 아동·청소년(0~19세)이 22.2%, 성인(20~64세)이 58.1%, 노인(64세 이상)이 19.7%를 차지한다.
2000년 기준으로 시정촌에 미혼거나, 독신인 사람은 1,377명이다. 기혼자는 1,642명, 미망인은 222명, 이혼한 사람은 84명이었다.
2000년 기준 1인 가구는 359가구, 5인 이상 가구는 136가구이다. 2000 년에는 총 1,221채(전체의 71.9%)가 상설 임대되었고, 351채(20.7%)는 계절적 임대, 126채(7.4%)는 비어 있었다. 2010 년 기준 신규주택 건설률은 인구 1000명당 7.9세대이다. 2011년 시정촌 공실률은 0.6%였다.
역사적 인구는 다음 차트에 나와 있다.

### 종교
2000년 인구 조사에서 로마 가톨릭 신자는 129명(3.9%)이었고, 스위스 개혁 교회는 2,710명(81.5%) 이었다. 나머지 인구 중 정교회 교인은 8명 (인구의 약 0.24%)이었고, 다른 기독교 교인은 332명(인구의 약 9.98%)이었다. 유대인 1명과 이슬람교 20명(인구의 약 0.60%)이 있었다. 불교인이 3명, 힌두교인이 5명, 다른 교회에 속한 사람이 5명이었다. 117명(인구의 약 3.52%)은 교회에 속하지 않으며, 불가지론자 또는 무신론자, 그리고 159명의 개인(또는 인구의 약 4.78%)은 질문에 대답하지 않았다.

## 관광
1910년 이래로 니젠반을 통해 인근의 니젠산(해발 2,362m)을 최대 68%의 경사로 오를 수 있다.
여름에는 그리스알프와 키엔탈 계곡이 등산로, 꽃 초원, 숲, 개울 및 폭포가 있는 약 250km의 등산로와 높은 고도 트레킹으로 유명하다. 겨울에는 같은 지역이 스키장이 된다. 계곡의 위쪽 스트레치는 융프라우-알레취 세계문화유산의 일부이다.

### 국가중요문화재

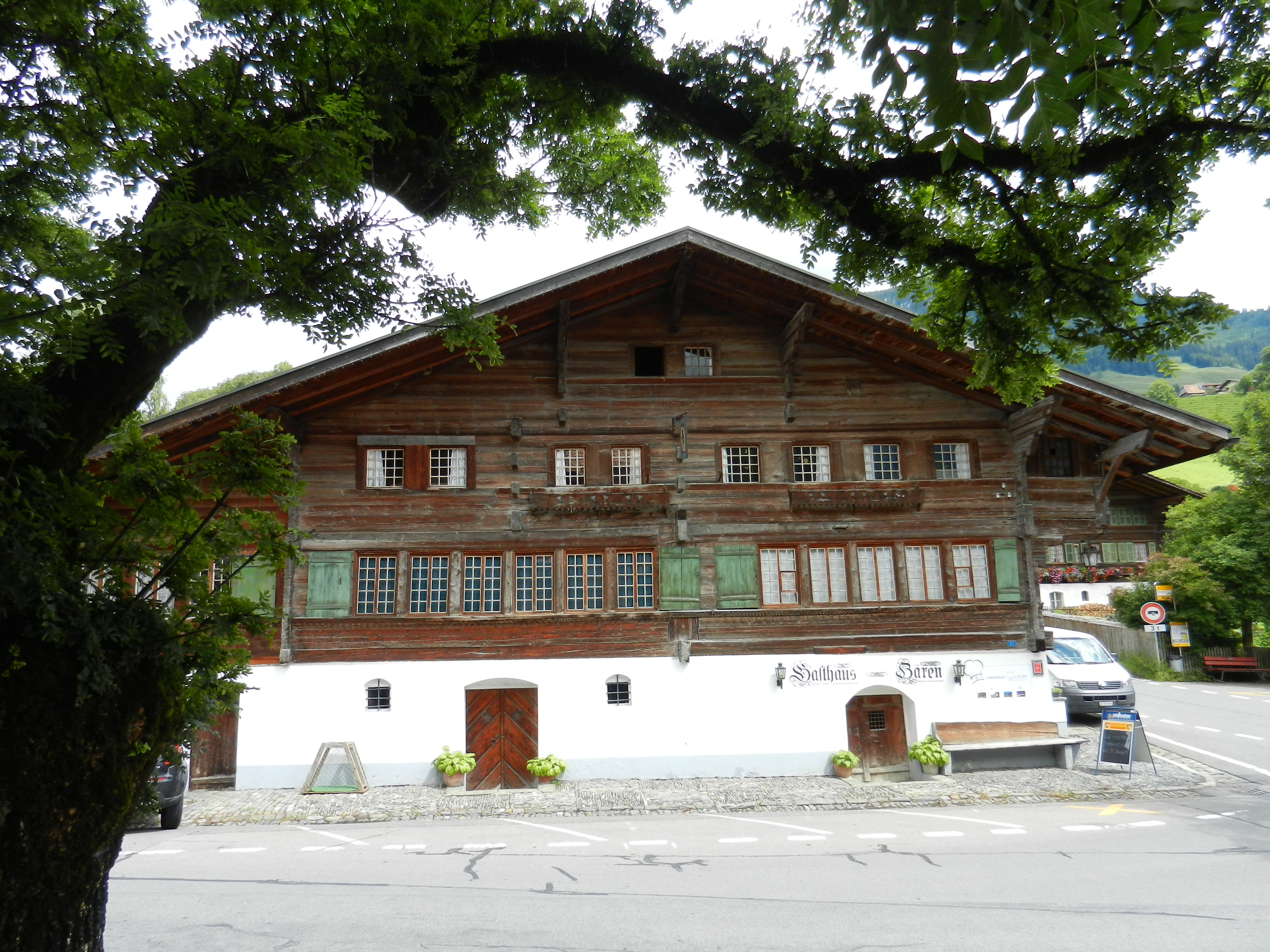
베렌 여관

베렌 여관(Gasthof Bären), 레취 뮐레넨(중세의 요새화 벽) 및 노타-지버 주택은 국가적으로 중요한 스위스 문화유산으로 등재되어 있다.
레취 뮐레넨은 12세기와 13세기에 키엔 남작이 발레주로 가는 고산 통로에 대한 접근을 통제하기 위해 지은 성과 성벽이었다. 성은 남작 폰 베덴스빌과 베른에 대항하여 빚진 싸움이 된 툰의 영주에게 넘어갔다. 다른 여러 소유주를 거친 후 1352년 베른에 매각되었다. 베른 통치하에서 이곳은 군대와 고등법원과 하급 법원을 관리하는 카스텔란의 집이었다. 그러나 1400년경에 카스텔란은 프루티겐으로 이사하고 뮐레넨을 버렸다. 성과 성벽을 허물어 건축 자재로 사용하였다.

## 경제
2011년 현재 라이헨바흐 임 칸데르탈의 실업률은 0.75%이다. 2008년 기준으로 시정촌에 고용된 사람은 총 1,290명이다. 이들 중 1차 경제 부문에 361명이 고용되었고, 이 부문에 약 136개 기업이 참여했다. 421명이 2차 부문에 고용되었고, 이 부문에 64개의 기업이 있었다. 508명이 3차 부문에 고용되었으며, 이 부문에는 89개의 기업이 있다. 1,659명의 시정촌 거주자가 일정 수준으로 고용되었으며, 그중 여성이 노동력의 41.5%를 차지했다.
2008년에는 총 943개의 정규직에 상응하는 일자리가 있었다. 1차 부문의 일자리 수는 200개였으며, 모두 농업에 있었다. 2차 부문의 일자리 수는 378개였으며, 그중 201개(53.2%)는 제조업, 1개는 광업, 176개(46.6%)는 건설에 종사했다. 3차 부문의 일자리 수는 365개였다. 120개(32.9%)는 도소매 판매 또는 자동차 수리, 19개(5.2%)는 상품의 이동 및 보관, 101개(27.7%)는 호텔 또는 레스토랑, 11개(3.0%)는 기술 전문가 또는 과학자였다. 32개(8.8%)가 교육에 있었고, 54개(14.8%)가 의료에 있었다.
2000년 기준으로 시정촌으로 출퇴근하는 근로자는 321명, 출퇴근 근로자는 877명이었다. 자자체는 근로자의 순수출 지자체로, 들어오는 1명이 전입할 때, 약 2.7명의 근로자가 자자체를 떠나고 있다. 근로인구 중 12.9%가 출퇴근용 대중교통을, 57.6%가 자가용을 이용하였다.

## 교통
라이헨바흐 임 칸데르탈 시에는 라이헨바흐 임 칸데르탈역과 뮐레넨역의 두 기차역이 있다. 둘 다 뢰치베르크선에 있으며, 베른, 툰, 슈피츠 및 브리크까지 매시간 레기오익스프레스 뢰취베르커 열차가 운행된다.
시정촌은 또한 라이헨바흐 철도역에서 칸데르강 계곡을 따라 로이들렌, 벵이 및 프루티겐까지, 쉬네강 계곡을 따라 샤르나흐탈, 키엔탈 및 그리스알프까지 포스트아우토 버스 서비스를 제공한다. 후자의 서비스는 포스트아우토에 의해 유럽에서 가장 가파른 포스트버스 서비스로 광고된다.
니젠반 케이블카는 뮐레넨역과 니젠산 정상을 연결하고, 체어리프트는 키엔탈과 람스라우에넨을 연결한다.

## 교육
라이헨바흐 임 칸데르탈에서는 인구의 약 1,291명(38.8%)이 비필수 고등 중등 교육을 이수했으며, 211명(6.3%)이 추가 고등교육(대학 또는 응용학문대학)을 이수했다. 고등교육을 마친 211명 중 76.8%가 스위스 남성, 15.2%가 스위스 여성, 4.7%가 비스위스계 남성, 3.3%가 비스위스계 여성이었다.
베른주의 학교 시스템은 1년의 비의무 유치원, 6년의 초등학교를 제공한다. 이후 3년 동안의 의무적 중학교 과정을 거쳐 학생을 능력과 적성에 따라 구분한다. 중학교 이하 학생들은 추가 교육을 받거나 견습과정에 들어갈 수 있다.
2010-11학년도 동안 총 382명의 학생이 라이헨바흐 임 칸데르탈의 수업에 참석했다. 시정촌에는 총 62명의 학생이 있는 4개의 유치원 수업이 있었다. 유치원생 중 3.2%는 스위스의 영주권 또는 임시 거주자(시민권 아님)였으며, 3.2%는 교실 언어와 다른 모국어를 사용한다. 자자체에는 12개의 초등 학급과 211명의 학생이 있었다. 초등학생 중 5.2%는 스위스의 영주권 또는 임시 거주자(시민권 아님)였으며, 5.7%는 교실 언어와 다른 모국어를 사용한다. 같은 해에 총 109명의 학생이 있는 6개의 중학교가 있었다. 스위스의 영주권자 또는 임시 거주자(시민권 아님)가 1.8%이고 2.8%가 교실 언어와 다른 모국어를 사용한다.
2000년 기준으로 라이헨바흐 임 칸더탈에는 다른 자자체에서 온 학생이 18명이었고, 거주자는 93명이 자자체 외부의 학교에 다녔다.
라이헨바흐 임 칸데르탈에는 라이헨바흐 지역 도서관이 있다. 도서관은 (2008년 현재) 7,898권의 책 또는 기타 매체를 보유하고 있으며, 같은 해에 13,817권을 대출했다. 그 해에는 주당 평균 14시간씩 총 300일 동안 문을 열었다.